# کوژ لاس
کوژ لاس (به لهستانی:  Kozi Las) یک روستا در لهستان است که در گمینا گرودک واقع شده‌است.